# Droga wojewódzka 836
Die Droga wojewódzka 836 (DW 836) ist eine 28 Kilometer lange Droga wojewódzka (Woiwodschaftsstraße) in der polnischen Woiwodschaft Lublin, die Bychawa mit Kębłów verbindet. Die Strecke liegt im Powiat Lubelski und im Powiat Świdnicki.

## Streckenverlauf
Woiwodschaft Lublin, Powiat Lubelski
-  Bychawa (DW 834)
- Osowa
-  Piotrków Drugi (DW 835)
- Chmiel Drugi

Woiwodschaft Lublin, Powiat Świdnicki
- Majdan Kozic Górnych
- Majdanek Kozicki
- Kozice Górne
- Kozice Dolne
- Wola Piasecka
-  Kębłów (S 12, S 17)